# 中国共产党第十四届中央委员会委员列表
中国共产党第十四次全国代表大会于1992年10月12日至18日在北京召开。大会选举产生了189名中国共产党第十四届中央委员会委员。

## 委员列表
（以下按姓氏的简体中文笔画排列）
丁文昌、丁关根、丁衡高、于永波（满族）、王克、王涛、王海、王群、王汉斌、王成斌、王兆国、王茂林、王忠禹、王维澄、王朝文（苗族）、王森浩、王瑞林、毛致用、乌力吉（蒙古族）、尹克升、邓鸿勋、艾知生（1997年7月逝世）、卢荣景、叶连松、叶选平、田纪云、田曾佩、史玉孝、白立忱（回族）、白清才、司马义·艾买提（维吾尔族）、成克杰（壮族）、吕枫、吕培俭、朱训、朱光亚、朱森林、朱敦法、朱镕基、乔石、伍绍祖、任建新、华国锋、全树仁、多吉才让（藏族）、刘中一、刘正威、刘仲藜、刘华清、刘安元、刘纪原、刘忠德、刘剑锋、刘精松、齐怀远、关广富（满族）、江泽民、阮崇武、孙维本、李景、李鹏、李九龙、李长春、李文卿、李来柱、李岚清、李伯勇、李希林、李际均、李其炎、李泽民、李贵鲜、李铁映、李瑞环、李德洙（朝鲜族）、杨正午（土家族）、杨白冰、杨国梁、杨德中、吴仪（女）、吴文英（女）、吴邦国、吴官正、何光远、何竹康、何椿霖、佟宝存、谷善庆、邹家华、 汪家镠（女）、沈达人、宋健、宋汉良、宋克达（1995年9月逝世）、宋清渭、宋德福、迟浩田 、张工、张震、张丁华、张万年、张立昌、张连忠、张勃兴、张思卿、张美远、张帼英（女）、张福森、陈玉英（女）、陈邦柱、陈光毅、陈希同（1995年9月撤銷職務）、陈奎元、陈俊生、陈敏章、陈焕友、陈锦华、陈慕华（女）、邵华泽、邵奇惠、林丽韫（女）、固辉、罗干、和志强（纳西族）、岳岐峰、周南、周文元、周玉书、周光召、周克玉、郑必坚、赵志浩、赵南起（朝鲜族）、赵富林、郝建秀（女）、胡平、胡启立、胡富国、胡锦涛、侯捷、侯宗宾、姜春云、袁伟民、热地（藏族）、贾庆林、贾志杰、贾春旺、顾秀莲（女）、顾金池、钱正英（女）、钱其琛、铁木尔·达瓦买提（维吾尔族）、倪志福、徐惠滋、高严、高天正、高德占、郭振乾、郭超人、陶驷驹、黄菊、黄璜、黄启璪（女）、黄镇东、曹双明、曹芃生、戚元靖（1994年11月逝世）、崔乃夫、梁栋材、尉健行、彭珮云（女）、葛洪升、蒋心雄、蒋民宽、蒋祝平、韩杼滨、程维高、傅全有、傅锡寿、魯平、普朝柱、温家宝、谢非、谢世杰、雷鸣球、路甬祥、廖暉、谭绍文（1993年2月逝世）、魏金山

## 遞補委員
1993年3月中共十四屆二中全會遞補
- 王学萍（黎族）

1995年9月中共十四屆五中全會遞補
- 耿全礼、马启智（回族）

1996年10月中共十四屆六中全會遞補
- 孙文盛

1997年9月中共十四屆七中全會遞補
- 克尤木·巴吾东（維吾爾族）

## 外部鏈結
- . 人民日报. 1992年10月18日  [2009年2月7日]. （原始内容存档于2011年11月3日）.